# Herb gminy Stary Targ
Herb gminy Stary Targ – jeden z symboli gminy Stary Targ, ustanowiony 30 czerwca 2006.

## Wygląd i symbolika
Herb przedstawia na tarczy dwudzielnej dzielonej w skos w górnym polu w kolorze żółtym zarys wieży kościoła w Starym Targu (będącego kościołem parafialnym parafii św. Szymona i św. Judy Tadeusza), który nawiązuje do tradycji chrześcijańskich gminy. Na dolnym polu o kolorze brązowym znajdują się trzy żółte kłosy. Jest to nawiązanie do rolniczego charakteru gminy. Zasady używania herbu zostały uregulowane przez uchwałę rady gminy z 13 września 2007.